# Botanophila inornata
Botanophila inornata este o specie de muște din genul Botanophila, familia Anthomyiidae. A fost descrisă pentru prima dată de Stein în anul 1898. Conform Catalogue of Life specia Botanophila inornata nu are subspecii cunoscute.